# にったじゅん
にった じゅんは日本の漫画家。男性。

## 活動
成人向け漫画作品を執筆している。童貞をモチーフとした漫画を得意とする。
2冊目の単行本『奪!童貞。』の収録作「PAY BACK」に登場する女子生徒のセリフがネット上で話題となり、様々なパロディネタが作られた。単行本は成人向け漫画としては異例の売り上げを見せており、『奪!童貞』は2012年時点で18刷りを突破している。前述の女子生徒のセリフ等が話題になったことで、知名度が上がったことが背景にあると見られる。
作中のキャラクター「キモーイガールズ」の名はもともとはネット上にて非公式に命名されたものだが、のちに三和出版ならび著者も黙認し、販売戦略にもその名が利用されている。
長年女性という設定で通してきたが2011年　同人「エロ漫画の現場」にて、自分が男性であることを認める発言をしている。

## 作風
登場する人物は童貞少年とヤリマンが多く、男キャラは巨根か包茎のどちらかである場合が多い。女キャラはグラマラスな大人の女性もいるが、やや幼児体型の女子中高生が多い。また、にったじゅんは童貞とヤリマンをメインとした漫画を描く以前にもエロ漫画家をしていたが一度引退した経歴があり、その当時は今とは作風が大分異なる。
一時期は前述の「奪!童貞。」に代表されるような童貞喪失ストーリーを多く執筆していたが、後年はそれに加えて「闇金ウシジマくん」などを彷彿とさせるような、よりダークで暗い話も発表している。

## 単行本
- ちゃんぷるるー
- 奪!童貞。
- 童貞鎮魂姦
- マジ童貞!?
- 素人童貞。
- 県立性指導センター
- 夏体験物語（一部は過去作品の再録）
- 童貞遊戯
- 恋する童貞
- キミたち童貞?
- とことん童貞!!!
- 童貞パニック!!（再録本）
- 童貞卒業
- 童貞ホリック！

## 同人誌
- 腰ヶ屋せんずまんず
- 腰ヶ屋せんずまんず　番外甲
- 腰ヶ屋せんずまんず　ライト
- にったじゅん単行本未収録作品集